# Estadio Brigadier General Estanislao López
Estadio Brigadier General Estanislao Lopez (przydomek "El Cementerio de Los Elefantes") – wielofunkcyjny stadion w Santa Fe, Argentynie. Jest zlokalizowany w południowej części miasta, przy rzece Salado. Obecnie używany jest przez argentyński zespół piłkarski CA Colón. Stadion został otwarty w 1946 roku i może pomieścić 33,548 osób.
Przydomek stadionu (pl. Cmentarz Słoni) został nadany po wielu zwycięstwach Colonu nad większymi zespołami.
Na stadionie okazjonalnie odbywają się spotkania reprezentacji Argentyny w rugby union. Ostatni mecz odbył się w 2007 roku z Irlandią.